# Warner TV
Warner TV là một kênh truyền hình trả tiền của Mỹ Latinh, Pháp và Đông Nam Á thuộc sở hữu của Warner Bros. thông qua đơn vị Truyền hình Quốc tế tập trung phát sóng các bộ phim Truyền hình Mỹ.
Hầu hết các chương trình đều phát ra âm thanh gốc tiếng Anh, có phụ đề bằng tiếng Tây Ban Nha (đối với các nước Mỹ-Latinh trừ Brazil), tiếng Bồ Đào Nha (đối với Brazil), tiếng Trung Quốc (đối với Đài Loan, Hồng Kông và Singapore), Malaysia (đối với Malaysia) và Indonesia (đối với Indonesia) tuy nhiên, cũng có một số chương trình đặt tên. Vào ngày 1 tháng 11 năm 2015, kênh Mỹ Latinh đã chuyển sang lập trình dub thay vì chỉ phụ đề chúng. Điều này gây ra sự náo động cho hầu hết khán giả của nó.
Trụ sở chính của Warner TV được đặt tại Brazil, Colombia, Chile, Singapore và Malaysia; phát sóng, tuy nhiên, có trụ sở tại Miami cho người xem Mỹ Latinh và Singapore cho người xem ở Châu Á. Vào ngày 9 tháng 11 năm 2017, Turner Broadcasting System Europe và Canal+ Group đều ra mắt Warner TV tại Pháp.